# ダボシャツの天
『ダボシャツの天』（ダボシャツのてん）は、政岡としやによる日本の漫画、またそれを原作とした実写映画。

## 概要
1973年から1975年にかけて、『週刊漫画TIMES』（芳文社）に連載された。単行本は多数の出版社から発行されているが、完結しているのは徳間書店より出版された全9巻、ホーム社より出版された文庫版全7巻、リイド社より出版された全4巻のみ。
大阪のヤクザの見習いの日常や戦い、恋愛を描いた極道ものの劇画で、1977年には実写映画化もされた政岡としやの代表作の1つである。
東京を舞台に、15年後を描いた続編で、安部譲二（元暴力団員の小説家）原作・政岡画による『腕貸しの天』がある。安部は「（ダボシャツの天の連載）当時、その面白さに熱狂し、続編を待っていたが、自分が（原作を）やることになって驚いた」と語っている。

## あらすじ
大阪で育った「ダボシャツの天」こと松田天は、一人前の極道になるべく、上方会の百足の錦三を兄貴と慕いながら生活していた。ある時、天は上方会に入る条件として、錦三から自らのトルコの経営のために女を連れてくるよう命じられる。女探しの中で、天は家出娘の夏に出会い、勤め口があるといって錦三のもとへ勧誘する。錦三はセックスによる面接で夏を犯し始めるが、そこに錦三の姐が現れ失敗に終わる。
結局行き場を失ってしまった夏を、天は蕎麦屋に連れ込んで食事をした後、教会の中で至福のひとときを過ごした。その後、天は夏をラブホテルまで連れて、夏にビフテキが食べられると説得してからポン引きを行った。天は通りがかりのサラリーマンを誘い出し、1万円を手に入れるも、そこは上方会と対立している大市組の縄張だと知らず、客引きをしているとみられた天は、大市組の若衆に叩きのめされてしまう。
ほどなくして、天は上方会への加入を果たした。天の本格的な極道の人生が始まるのだった。

## 主な登場人物
松田天
本作の主人公。初登場時17歳。常にダボシャツに身を包み、百足の錦三に買ってもらった雪駄を履いている。名前は、「通天閣のように天にまっすぐ伸びる男になれ」という意味で母親から名づけられた。日本一のヤクザを目指し、兄貴分である百足の錦三と共にヤクザの道を歩んでいるが、極道といった点ではまだまだ見習いで、錦三の足を引っ張ることも多い。一方で夏に対しては恋心を抱いており、やさしい一面も見せる。
錦三
上方会の幹部。通称「百足の錦三」。体中性器の先まで百数か所の刀傷を持つ。その極道の貫禄も一目置かれているが、一方でトルコのマネージャーになったり、事業家としても名乗りを上げている。ただし極度の女好きであり、その心が災いしてトラブルを起こすこともある。
夏
大和の十津川から出てきた家出娘。最初は行き場を失っていたが、天に紹介され、大阪で暮しながら喫茶店で働いている。純真な性格であるが世間知らずで、天にはヤクザであると知りながらも恋心を抱いている。
サトル・勝・イサオ
天が2年前に追い出された中学にいる、天の後輩。3人ともヤクザの見習いで、授業をサボったり、喝上げを行ったりしているが、極道の貫禄はまだまだである。
笹本圭司
上方会の代貸。百足の錦三も兄貴と慕う男で、極道でありながら、京大法学部を卒業し司法試験をパスした経歴を持つ。性格はクールで、女性には全く興味を示さない。

## 逸話
政岡によれば、これを連載していたために、大阪での取材中にヤーさん（ヤクザ）に絡まれたり、夜中にヤーさんから「（創作の）ネタ買わへんか」と電話がかかってきたり、漫画家志望の若い見習いヤーさんが弟子にしろと来訪してきたりと、とにかくヤーさん尽くめの日々だったそうである。
のちに続編『腕貸しの天』の原作を担当することになる作家の安部譲二は、当作の連載当時にこの作品を読んでいた。安部はその頃は暴力団員であったが「これを描いとる奴は（同業の）ヤクザだな！（でなければ知らないことが描いてあったり、雰囲気がその界隈を知る者でないと表現できない）」と断定していた。

## 単行本
- 少年画報社コミックス（1974年、少年画報社、全2巻（未完））
  - 怒濤編
  - 疾風編
- ペリカンブックス（1975年、八曜社、全3巻（未完））
- コミック1000（1977年、コミック社、全2巻（未完））※2巻には泉谷しげるの解説を収録。
  - 立志編
  - 疾風篇
- トクマコミックス（1983年～1984年、徳間書店、全9巻）
- ホーム社漫画文庫（2000年、ホーム社、全7巻）
- SPコミックス（2006年、リイド社、全4巻）
  - 天下無敵
  - 血桜旋風
  - 全面戦争
  - 若衆の道

## 映画版
『ピラニア軍団 ダボシャツの天』と題して、1977年2月26日に公開。東映京都製作・東映配給。同時上映は『北陸代理戦争』。
当時ブームであったピラニア軍団の総出演作という触れ込みで公開された。主演である川谷拓三は、原作者である政岡の要望による出演となった。軍団のメンバーは全員忙しく、橘麻紀も「ちょっとしか出れなかった」と話している。ヒロイン役の竹田かほりは本作がデビュー作。しかし結果は不入りに終わり、製作予定だったピラニア軍団総出演作の第2弾『ピラニア軍団 六連発愚連隊』が製作中止となった。
ソフト化は長らく行われなかったが、2013年に東映ビデオよりDVDがリリースされた。

### スタッフ
- 監督：山下耕作
- 企画：杉本直幸、上阪久和
- 原作：政岡としや
- 脚本：松本功
- 撮影：増田敏雄
- 美術：富田治郎
- 編集：玉木濬夫
- 音楽：渡辺岳夫
- 助監督：清水彰

### キャスト
- 松田天:川谷拓三
- 夏:竹田かほり
- 笹本圭司:菅貫太郎
- 渋谷栄作:岩田直二
- 豆吉:根岸一正
- ケン:高月忠
- 大市喜三郎:北村英三
- 花木:岩尾正隆
- 上杉照夫:白井孝史
- 小林:司裕介
- 伊藤:政岡としや
- 岡田半次:室田日出男
- 清:志賀勝
- 利男:松本泰郎
- 勝:奈辺悟
- 勇:吉村俊助
- サトル:波多野克也
- 警官:志茂山高也
- 丸山刑事:野口貴史
- 刑事:片桐竜次
- 安川:潮健志
- 沢井:小松方正
- 石山連:深江章喜
- 川田:川浪公次郎
- 谷:成瀬正
- 金井:笹木俊志
- キー子:丸平峰子
- ちどり:橘麻紀
- ミキ:あき竹城
- 静代:内村レナ
- 看守:小林稔侍
- 母親:星野美恵子
- 明美:真鍋美保
- 桃江:西田治子
- 花奴:奈三恭子
- ダンプの運転手:広瀬義宣
- 刃物店の主人:疋田泰盛
- 老人:藤川弘
- 薩州側組員A:寺内文夫
- 神組側組員A:井上茂
- 後白川錦三:夏八木勲
- ナレーター:友金敏雄

## その他
上田正樹とサウストゥサウスの楽曲「むかでの錦三」は、本作の登場人物である百足の錦三をモデルに作詞・作曲されたものである。